# 春のうちに
「春のうちに」（はるのうちに）は、松室政哉の7作目のデジタルシングル。

## 解説
- 6thデジタルシングル「LOVEなシーン」から約2ヶ月ぶりのリリース。
- コラボリリース第3弾。

## 収録曲
1. 春のうちに
  - 作詞・作曲・編曲：松室政哉、The Songbards

## 演奏
- 松室政哉
  - Vocal, Chorus, Synthesizer
- 上野耕平
  - Vocal, Chorus, Acoustic Guitar
- 岩田栄秀
  - Drums, Chorus
- 桂悛輔
  - Bass
- 松原有志
  - Electric Guitar, Chorus